# Martin Thompson (artista neozelandés)
Martin Thompson (Wellington, enero de 1956 – Dunedin, 4 de septiembre de 2021) fue un artista visual neozelandés.

## Biografía
Thompson nació en Wellington, en enero de 1956. De formación autodidacta, obtuvo fama internacional en el género del arte marginal para sus dibujos de forma cuadricular, creados a partir de fractales planos. Thompson tuvo síndrome de savant, por lo que calculaba la fórmula necesaria para cada obra de art, creando imágenes en la que los patrones repetidos se sobreponen en tamaños y escalas decrecientes, muy parecido a la forma de una alfombra de Sierpinski.
Thompson se describió a sí mismo como "un viejo hippie", se autodiagnosticó síndrome de Asperger, y vivía de forma recluida; sus dotes en las matemáticas se equilibraban con su dificultad para operar fácilmente en entornos sociales. Dedicaba gran parte de su tiempo trabajando en su arte, en un aparente intentar crear orden a partir del caos del universo. En vez de trabajar en un estudio, gran parte de su obra fue creada mientras estaba sentado en las mesas de cafés locales, originalmente en su natal Wellington, y posteriormente en Dunedin, donde se mudó en 2007.
Thompson inició su carrera en el dibujo en 1980. Sus obras eran creadas en papel cuadriculado comercial A3 y A4, a manos con bolígrafos de bellas artes, pero desde 2016, comenzó a expandir su obra mediante la creación de obras de mayor tamaño y utilizando papeles de colores. La técnica de Thompson no solamente incluía el marcado manual de cuadrículas, sino también cortes físicos deliberados y el pegado de áreas cuadriculares de una parte de sus obras sobre otra. Cada obra finalizada era creada bajo dos mitades, una "positiva" y una "negativa" de la fórmula matemática qué Thompson utilizó, y como tal, todas sus obras tenían una proporción de dos por uno en tamaño.
En 2002, Thompson conoció a la curadora Brooke Anderson, quién presentó sus obras en una exhibición en 2005 llamada "Dibujos Obsesivos", en el Museo Estadounidense de Arte Popular en Nueva York. Esto llevó a que la obra de Thompson se diera a conocer por primera vez fuera de Nueva Zelanda, y consiguió un reducido pero importante seguimiento internacional. En Nueva Zelanda, Thompson realizó numerosas exposiciones en la Galería Cívica de Wellington, y desde 2009, inauguraba regularmente la exhibición anual de la Galería Brett McDowell. En 2015 fue parte de una exposición individual, titulada "Mundos Sublimes", en la Galería de Arte Público de Dunedin. Fuera de Nueva Zelanda, el arte de Thompson ha sido expuesto en la Galería Ricco Maresca en Nueva York, y el Museo de Arte Ian Potter en Melbourne.
Thompson falleció en Dunedin, el 4 de septiembre de 2021, a los 65 años.